# Eudorylaimus megadon
Eudorylaimus megadon är en rundmaskart. Eudorylaimus megadon ingår i släktet Eudorylaimus, och familjen Qudsianematidae. Arten är reproducerande i Sverige.